# Собрал, Луиза
Луиза Собрал (порт. Luísa Vilar Braamcamp Sobral; род. 18 сентября 1987, Лиссабон) — португальская певица и автор песен.
Приобрела известность в 2003 году, после того, как заняла третье место в первом сезоне конкурса молодых исполнителей ídolos, (португальская версия британского проекта Idol). Позже сочинила песню «Amar pelos dois» (Любить за двоих), которая заняла первое место на Евровидении-2017 в исполнении её брата Салвадора Собрала.

## Биография
Луиза Собрал родилась в Лиссабоне, детство провела в США. Её младший брат Салвадор также является певцом. Оба ребёнка были названы в честь родителей: Луиза в честь матери, а Салвадор в честь отца.
Училась в музыкальном колледже Беркли в Бостоне, окончила его в 2009 году.
В 2003 году, в возрасте 16 лет, Луиза прошла кастинг на участие в первом сезоне португальского конкурса талантливых исполнителей ídolos. В итоге заняла на конкурсе третье место. По завершении проекта продолжила образование.
Вернулась в музыкальную индустрию в 2011 году, выпустив свой дебютный студийный альбом The Cherry on the Cake, альбом достиг № 3 в португальском чарте. Её второй студийный альбом, There’s a Flower in My Bedroom, был выпущен в 2013 году, третий, Lu-Pu-I-Pi-Sa-Pa увидел свет в 2014 году. 
В 2016 году выпустила свой четвёртый студийный альбом Luísa, запись и сведение альбома проходило на студии в Лос-Анджелесе. В том же году она написала песню «Amar pelos dois». Песню исполнил её младший брат Салвадор. Трек был выбран для исполнения на конкурсе «Евровидение-2017». Во время финального концерта 13 мая 2017 года песня была объявлена победительницей, став первой для Португалии за всю историю «Евровидения» и установив рекорд по наибольшему количеству набранных в голосовании баллов. Луиза исполнила песню с Салвадором во время победного выступления на бис.
В 2018 году певица выпустила альбом Rosa.

## Дискография

### Студийные альбомы
- The Cherry on the Cake (2011)
- There’s a Flower in My Bedroom (2013)
- Lu-Pu-I-Pi-Sa-Pa (2014)
- Luísa (2016)
- Rosa (2018)

### синглы
- «Not There Yet» (2011)
- «Xico» (2011)
- «Mom Says» (2013)
- «My Man» (2016)
- «Alone» (2016)

## Личная жизнь
В 2016 году родила сына, а в 2018 — дочь. Имя отца детей певица не афиширует.